# انگمی غوزه‌ای ابریشمی
انگمی غوزه‌ای ابریشمی (نام علمی: Neolitsea sericea) نام یک گونه از سرده انگمی‌های غوزه‌ای است.